# روتلند (ماساچوست)
روتلند (به انگلیسی: Rutland) شهرکی در شهرستان ورچستر ایالت ماساچوست می‌باشد که در سال ۱۷۱۳ بنیان‌گذاری شده‌است. این شهرک در سرشماری سال ۲۰۱۰ میلادی، ۷٬۹۷۳ نفر جمعیت داشته‌است.